# Plymouth (Massachusetts)
Pour les articles homonymes, voir Plymouth.
Plymouth /ˈplɪm.əθ/ est une ville de l'État du Massachusetts située au nord-est des États-Unis. C'est la deuxième plus ancienne ville des États-Unis encore existante, après Saint Augustine. Elle fut fondée par des colons anglais du Mayflower en 1620. 
Elle est souvent considérée, avec Jamestown, comme étant à l'origine des États-Unis et de leur histoire.

## Histoire

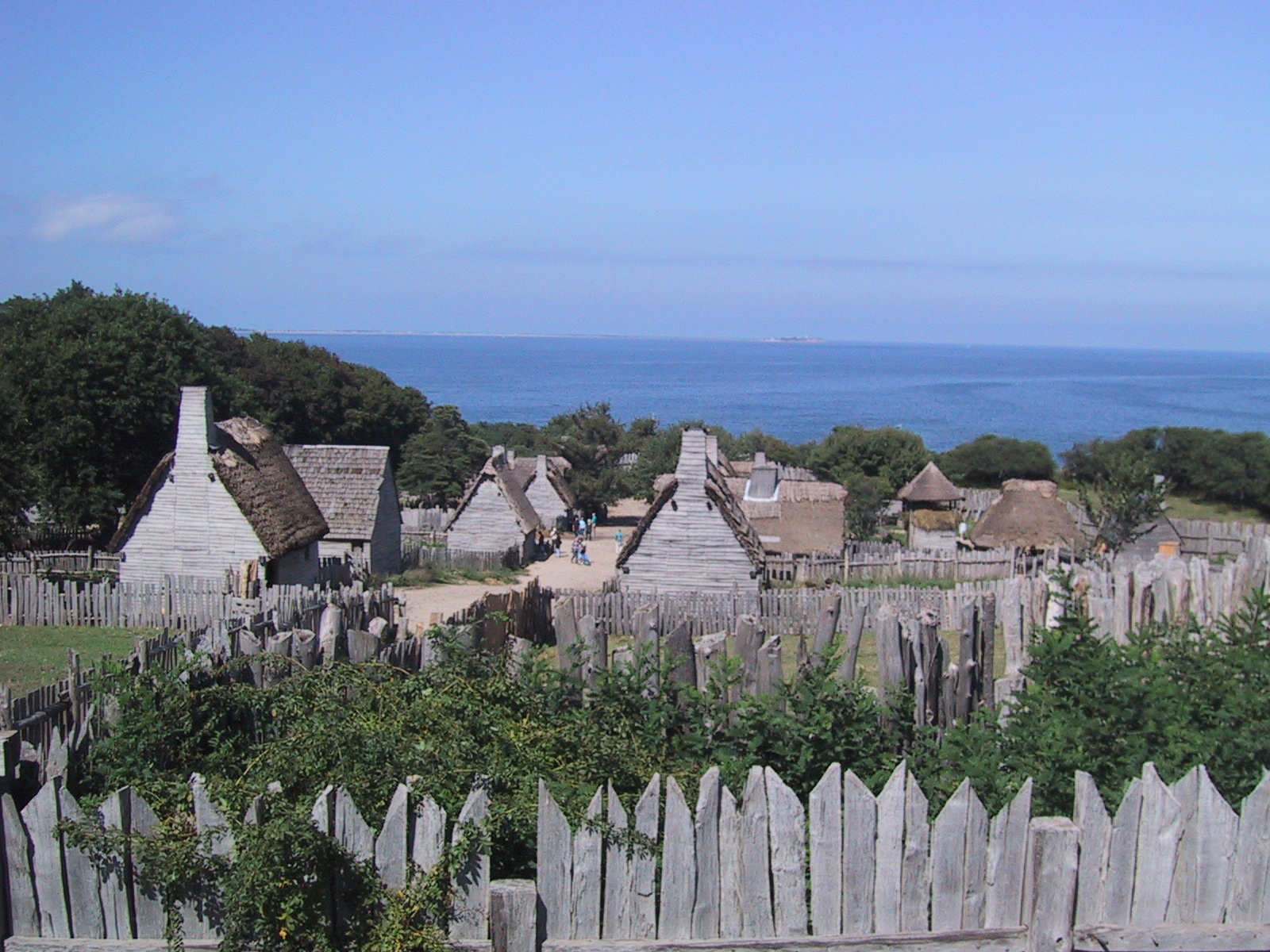
Reconstitution du village des colons dans le musée en plein air de Plimoth Plantation.

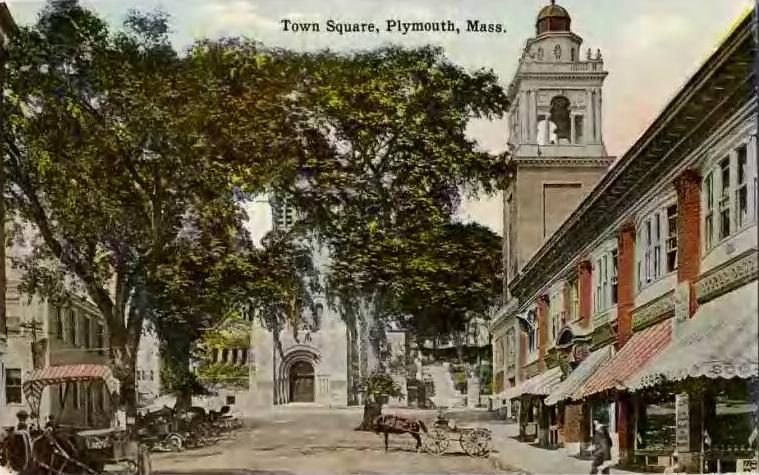
Vue de Plymouth en 1910.

En 1614, le capitaine John Smith fondateur de la colonie de Jamestown en Virginie, effectua un deuxième voyage sur le continent, et donna le nom de « New Plymouth » pour désigner le village amerindien d’Accomack.
Le 21 novembre 1620 (11 novembre julien), le Mayflower aborda les côtes du nouveau continent au Cap Cod du côté de l'actuel Provincetown. Cherchant un endroit propice à l'établissement d'une colonie permanente, les colons organisèrent trois missions exploratoires qui se soldèrent toutes par des échecs face à l'hostilité des amerindiens Wampanoags. 
L'équipage du Mayflower leva l'ancre et aborda la baie de Plymouth, le 17 décembre suivant. Ils choisirent alors un site facile à défendre précédemment occupé par un village d'indiens Patuxets, et restèrent trois jours à arpenter le terrain.
Le 21 décembre 1620, William Bradford, le chef de la communauté, débarqua finalement avec quelques hommes à l'endroit qui allait devenir Plymouth Rock, et fondèrent officiellement la Colonie de Plymouth, dont John Carver allait devenir le premier gouverneur.
La première ville baptisée naturellement « New Plymouth », fut érigée sur deux collines : « Cole Hill », abritant le village, et « Fort Hill », où un petit fort équipé de cinq canons fut construit. 
Les premiers bâtiments ne commencèrent néanmoins à sortir de terre que le 23 décembre. La « common house » (la « maison commune ») fut la première structure en torchis à être achevée après deux semaines de travaux pendant lesquelles vingt hommes restèrent constamment sur place pour assurer la sécurité du chantier, le reste des ouvriers retournant la nuit sur le bateau (seuls les femmes, les enfants et les infirmes n'avaient pas encore débarqué depuis six mois).
Dans les semaines qui suivirent, le reste de la colonie prit lentement forme. Mais les conditions de vie et de travail furent terribles face à l'hiver rigoureux de Nouvelle-Angleterre. Certains hommes étaient trop malades pour pouvoir travailler et beaucoup moururent de maladie. Si bien que seulement sept résidences (sur dix-neuf projetées) et quatre maisons furent construites au cours du premier hiver.
La mortalité fut si élevée que, sur les 102 colons partis d'Angleterre début septembre 1620, la moitié avait survécu en avril 1621 (les dépouilles des défunts ayant été enterrées sur la colline).
Les survivants ne durent leur salut qu'à l'aide apportée par un autochtone nommé Squanto, envoyé par le chef Massassoit, qui avait une parfaite connaissance de la langue anglaise, pour avoir été retenu en captivité en Angleterre pendant plusieurs années. Squanto et sa tribu offrirent aux colons de la nourriture, puis leur apprirent à pêcher, chasser et cultiver du maïs. 
Afin de célébrer la première récolte, à l’automne 1621, William Bradford, devenu entretemps gouverneur de la colonie, décréta trois jours d'action de grâce. Les colons invitèrent le chef Massasoit et quatre-vingt-dix de ses hommes à venir partager leur repas, en guise de remerciement pour l'aide apportée, et afin de sceller une amitié durable, puis conclure enfin un pacte commercial. Des dindes sauvages et des pigeons furent servis à cette occasion : ce fut le premier Thanksgiving fêté sur le territoire américain.

## Jumelage
Shichigahama (Japon) depuis 1990